# Değirmengeçidi, Eleşkirt
Değirmengeçidi là một xã thuộc huyện Eleşkirt, tỉnh Ağrı, Thổ Nhĩ Kỳ. Dân số thời điểm năm 2011 là 204 người.